# Husakiv, Mostîska
Husakiv (în ucraineană Гусаків) este localitatea de reședință a comunei Husakiv din raionul Mostîska, regiunea Liov, Ucraina.

## Demografie
Componența lingvistică a localității Husakiv
     Ucraineană (99,81%)
     Alte limbi (0,19%)
Conform recensământului din 2001, majoritatea populației localității Husakiv era vorbitoare de ucraineană (99,81%), existând în minoritate și vorbitori de alte limbi.